# Diecezja Evansville
Diecezja Evansville (łac. Dioecesis Evansvicensis, ang. Diocese of Evansville) jest diecezją Kościoła rzymskokatolickiego w metropolii Indianapolis w Stanach Zjednoczonych. Swym zasięgiem obejmuje południowo-zachodnią część stanu Indiana. 

## Historia
Diecezja została kanonicznie erygowana 21 października 1944 roku przez papieża Piusa XII. Wyodrębniono ją z diecezji Indianapolis, która tego samego dnia podniesiona została do rangi archidiecezji metropolitalnej. Pierwszym ordynariuszem został kapłan archidiecezji Cincinnati Henry Joseph Grimmelsmann (1890-1972). Na terenie diecezji znajduje się miasto Vincennes, pierwsza siedziba biskupia późniejszej diecezji Indianapolis, wraz z protokatedrą św. Franciszka Ksawerego (zbudowaną w roku 1826).

## Ordynariusze
- Henry Joseph Grimmelsmann (1944–1965)
- Paul Francis Leibold (1966–1969)
- Francis Raymond Shea (1969–1989)
- Gerald Gettelfinger (1989–2011)
- Charles Thompson (2011–2017)
- Joseph Siegel (od 2017)